# De l'huile sur la piste !
De l'huile sur la piste ! est le dix-huitième tome de la série Michel Vaillant. Il a pour cadre le championnat du monde des conducteurs de Formule 1, la conquête du titre générant une tension entre Michel Vaillant et Steve Warson.
Dans cet album, l'auteur évoque et explique une nouveauté technologique dans le monde de la Formule 1: les ailerons aérodynamiques. Par ailleurs, le pilote belge Jacky Ickx est partie prenant du récit.

## Synopsis
Alors que la saison de formule 1 est dominée par ses trois pilotes Michel Vaillant, Steve Warson et Jacky Ickx, une crise éclate au sein de l'équipe Vaillante lors des essais du Grand Prix d'Italie : la monoplace de Steve se révèle nettement moins rapide que celle de ses coéquipiers et le pilote américain (influencé par la belle Monica, qui œuvre pour une équipe concurrente) accuse la marque de favoriser Michel dans la conquête du titre mondial. Après un début de course chaotique au cours duquel Steve s'accroche avec Michel, les deux amis se réconcilient et parviendront à confondre les comploteurs.

## Véhicules remarqués

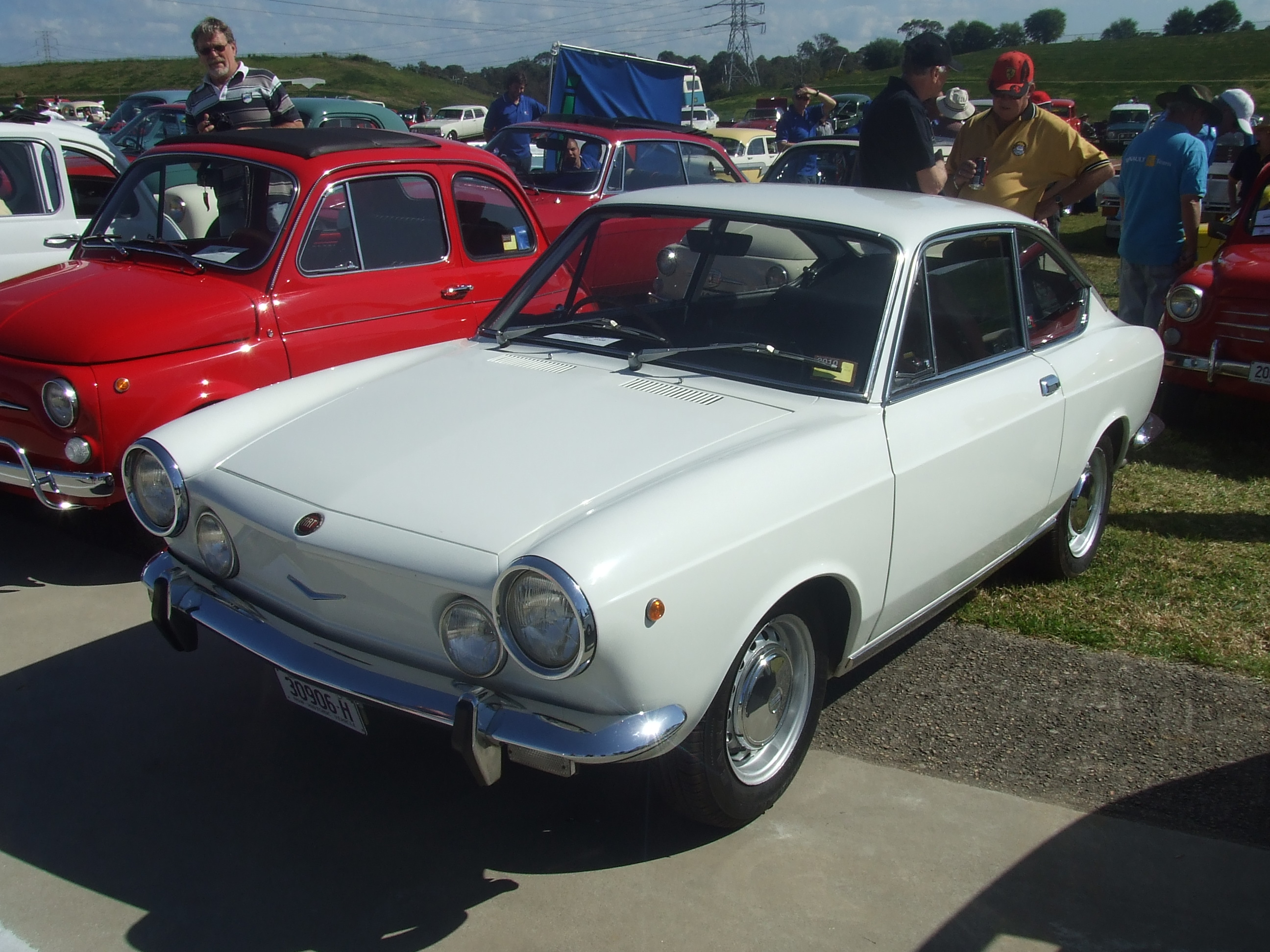
Un coupé Fiat 850 Sport semblable à celui de Monica.

- Boeing 727
- Fiat 850 Sport
- Lotus 49
- Ferrari 312 F1
- McLaren M7A
- Matra MS10
- Fiat 124 Sport
- Mercedes-Benz 280 SL

## Publication

### Revues
Les planches de l'album De l'huile sur la piste ! furent publiées dans le Journal de Tintin entre le 12 novembre 1968 et le 1er avril 1969 (n° 46/68 à 13/69).

### Album
Le premier album fut publié aux Éditions du Lombard en 1970 (dépôt légal 09/1970).